# Sistema de denominacions d'aeronaus del RLM
El Ministeri de l'Aire del Reich  (en alemany:  Reichsluftfahrtministerium, abreujat RLM) tenia un sistema de  designació d'aeronaus  que va ser un intent de la burocràcia de l'aviació del Tercer Reich per crear un identificador estandarditzat per a cada tipus d'aeronau produïda a Alemanya. Aquest sistema va estar en ús des de 1933 fins al 1945 encara que moltes aeronaus anteriors al 1933 també hi van ser incloses i el sistema va patir canvis durant aquests anys. La majoria eren aeronaus militars de la Luftwaffe utilitzades durant la Segona Guerra Mundial, però també s'incloïen aeronaus d'ús civil com els avions comercials i les aeronaus esportives.

## El sistema
Quan el Reichsluftfahrtministerium va tenir el control de les activitats aeronàutiques del país el 1933, es va proposar catalogar tant els avions que ja estaven en producció per diversos fabricants alemanys, com els nous projectes aprovats per al desenvolupament pel ministeri. El RLM va creure necessari millorar un sistema de designació que havia estat creat el 1929 pel Heereswaffenamt (Oficina d'Armament de l'Exèrcit) al Reichswehrministerium (Ministeri de Defensa), juntament amb altres institucions relacionades amb la indústria. El primer sistema havia provocat confusió en l'ús de les designacions d'avions entre els diferents fabricants; sis avions de diferents empreses utilitzaven el número 33.
Es va introduir el sistema de designació millorat per proporcionar una identificació senzilla i inequívoca de tots els avions civils i militars alemanys, ja fossin d'ala fixa o d'ales rotatives, i el seu corresponent disseny de la cèl·lula. El cor del nou sistema era un número (teòricament) únic assignat pel RLM. En els tràmits interns, aquest número simplement es creava amb prefix "8-" (o, en el cas dels planadors, subjecte a una llista numèrica separada, "108-"), mentre que el prefix "9-" indicava motors d'avió, amb el prefix "109-" motors de reacció (turbines, pulsoreactors i coets).
La nova designació normalitzada afegia dues lletres que representaven el fabricant; La primera d'aquestes dues lletres es mostrava en majúscules, la segona sempre en minúscula, sense importar el seu origen, de manera que Fw per a Focke-Wulf o Bf per a Bayerische Flugzeugwerke. La primera exepció d'aquesta regla es va concedir diversos anys després a la firma de construcció naval Blohm & Voss, quan es va reincorporar la filial –que tenia separada com a Hamburger Flugzeugbau- Ha - convertint-se posteriorment en una divisió operativa dins l'empresa matriu i van rebre la designació BV per a les seves aeronaus, la primera dels quals era l'hidroavió de patrulla marítima Blohm & Voss BV 138.

## Numeració dels Prototips i les Variants
Després de febrer de 1935, cada avió de prototip va ser sufixat amb una V (Versuchs alemany: "prototip") i un número d'identificació únic per a una cèl·lula individual d'aquest tipus de disseny. Així, per exemple, el Me 262 V3 va ser el tercer prototip construït del Messerschmitt Me 262. Més tard a la Segona Guerra Mundial, amb avions com el Heinkel He 162, altres lletres com M per Muster (model) van substituir la designació V, i fins i tot els propis prototips Me 262 van començar a utilitzar la lletra S.
Un cop acceptats per la Deutsche Lufthansa o la Luftwaffe, les principals variants de l'aeronau eren sufixades alfabèticament amb una majúscula. Per exemple, les principals variants del Me 262 es van numerar Me 262 A, Me 262 B i Me 262 C, sovint utilitzant l'alfabet fonètic alemany per a la lletra de cada variant principal.
A continuació, es van sufixar variants menors numèricament, començant per -0 per a versions d'avaluació de la pre-producció. Així, el primer lot de Me 262 Tal com el va subministrar Messerschmitt es va designar Me 262 A-0, seguit de les versions de producció Me 262 A-1 fins a, en el cas d'aquest avió concret, Me 262 A-5.
A les variants encara més petites encara se'ls donava un sufix alfabètic en minúscules. Quan el Me 262 A-1a havia de ser equipat experimentalment amb diferents motors, en aquest cas les unitats BMW 003, es va convertir en el Me 262 A-1b.
A més, es va donar el sufix /R o /U a conversions especials del tipus bàsics seguides d'un número. R era la sigla de Rüstsatz, un kit preembalat de peces que s'instal·laven en els avions als camps d'aviació, en contraposició a la necessitat d'instal·lar-se en fàbrica. La designació de Rüstsatz es va utilitzar per a la modificació de tipus bàsics per tal de ser utilitzables per a una tasca específica de missió com ara reconeixement, caça-bombombarder o atac a terra. U era la sigla d'Umrüst-Bausatz ("kit de conversió"), sovint abreujat Umbau, i es feia amb avions en de la línia de muntatge, però també en tallers de reparació de segona línia amb cèl·lules ja en ús. La designació Umrüst-Bausatz es va utilitzar per a canvis d'equipament menors com l'equipació d'agents d'increment addicional de la potència per al motor o un armament principal diferent. Per exemple, Me 262 A-1a/U3 feia referència a un petit nombre dels avions estàndard Me 262 A-1a que van ser modificats per Messerschmitt a fàbrica com a aeronaus de reconeixement. El sufix trop (per tropen "tropical") es va aplicar als avions modificats per operar als teatres càlids i polsegosos del nord d'Àfrica, del Mediterrani i del sud de Rússia, per exemple, el Bf 109 F-4 trop.

## Lletres dels constructors
Lletres de designació dels principals fabricants:
| Al  | Albatros Flugzeugwerke                                                   | Fg | Flugtechnische Fertigungsgemeinschaft Prag     | Ho  | Reimar und Walter Horten |
| Ar  | Arado                                                                    | Fh | Flugzeugwerk Halle, posteriorment Si de Siebel | Hs  | Henschel                 |
| As  | Argus Motoren                                                            | Fi | Fieseler                                       | Ju  | Junkers                  |
| Ba  | Bachem                                                                   | FK | Flugzeugbau Kiel                               | Kl  | Klemm Flugzeugbau        |
| Bf  | Bayerische Flugzeugwerke (canviada a Me Messerschmitt al juliol de 1938) | Fl | Flettner                                       | NR  | Nagler-Rolz              |
| Bü  | Bücker                                                                   | Fw | Focke-Wulf                                     | So  | Heinz Sombold            |
| BV  | Blohm & Voss                                                             | Go | Gothaer Waggonfabrik                           | Sk  | Skoda-Kauba              |
| DFS | Deutsche Forschungsanstalt für Segelflug                                 | Ha | Hamburger Flugzeugbau                          | We  | Weser Flugzeugbau        |
| Do  | Dornier                                                                  | He | Heinkel                                        | ZMe | Zeppelin/Messerschmitt   |
| Fa  | Focke-Achgelis                                                           | HM | Hirth Motoren                                  | ZSO | Zeppelin/SNCASO          |

## Canvis de nom i nous constructors

### Blohm & Voss
El 1933, el major constructor naval d'Alemanya, Blohm & Voss, va obrir una filial per fabricar aeronaus amb el nom d'Hamburger Flugzeugbau. El RLM va assignar a aquesta fàbrica el prefix Ha. Tot i això, la connexió amb Blohm & Voss era massa forta i els avions procedents de l'hamburguesa Flugzeugwerke eren coneguts comunament com a "Blohm & Voss tipus Ha xxx". Finalment, en ser retornada a la empresa matriu, el RLM va donar a la fàbrica la nova designació BV per a Blohm & Voss.

### Messerschmitt
Bayerische Flugzeugwerke va ser fundada el 1926 sobre el que quedava de l'antiga Udet Flugzeugbau, declarada en fallida. Produint originàriament els avions esportius dissenyats per Udet, més tard va obtenir els serveis de Willy Messerschmitt, no com a enginyer en cap, sinó com a free-lance. Així, BFW produiria i distribuiria dissenys de Flugzeugbau Messerschmitt. A causa d'una profunda animadversió personal entre Willy Messerschmitt i el secretari d'estat de l'aviació Erhard Milch, el RLM va atorgar la codificacó dels fabricants no a Messerschmitt, sinó a la firma BFW, i per tant, el disseny de l'avió esportiu de quatre places, Messerschmitt, el M 37, seria produït com a Bayerische Flugzeugwerke Bf 108. Molest per aquesta decisió del RLM, el mateix Messerschmitt va utilitzar els diners de les vendes dels seus dissenys per comprar un terreny a Regensburg, fundar la fàbrica d'avions Messerschmitt GmbH i planejar (o amenaçar) d'iniciar la producció a la seva pròpia factoria. Davant d'això, l'11 de juliol de 1938, la Bayerische Flugzeugwerke va assumir Messerschmitt com a president i director general, va fer-se càrrec de la planta de Regensburg i es va tornar a anomenar Messerschmitt AG. El RLM va assignar a aquesta nova companyia d'avions el prefix de denominació Me. El primer avió que es va beneficiar del canvi va ser el Me 210. No obstant això, els tres dissenys de contractes de producció de l'anterior empresa Bayerische Flugzeugwerke, els Bf 108, Bf 109 i Bf 110 van mantenir oficialment el prefix Bf, a causa del seu orígens anteriors al juliol de 1938, fins al final.

### Siebel
El 1933, el RLM va trobar que la producció d'avions es concentrava massa al sud i a l'oest del país i per això va demanar a Hanns Klemm que traslladés la seva fàbrica Klemm Flugzeugbau de Böblingen a Baviera a la ciutat de Halle a Saxonia. Al no voler deixar Baviera, Klemm es va unir amb el financer Fritz Siebel i va fundar Flugzeugbau Halle, una fàbrica completament nova per a construir els dissenys de Klemm sota llicència. El RLM va designar Halle amb les sigles Fh. Tanmateix, quan el primer disseny Halle, el Siebel Fh 104 (que havia començat al tauler de dibuix encara com el Klemm Kl 104) va volar el 1937, Siebel va esdevenir l'accionista majoritari de la nova fàbrica, contractant en el seu propi equip de disseny i canviant el nom de la fàbrica a Siebel Flugzeugwerke KG, en endavant codificada pel RLM com a Si, incloent el desenvolupament definitiu del Kl 104, el Siebel Si 204.

### DSF
També el 1933, les escoles de planadors de la Rhön-Rossitten Gesellschaft es van incorporar forçosament a les Joventuts Hitlerianes, mentre que el seu equip de construcció i investigació continuava com a institut experimental sota el nom de Deutsche Forschungsanstalt für Segelflug o DFS. Tot i que el DFS era una instal·lació pura d'investigació i mancava dels mitjans per a la producció en sèrie, Els seus dissenys van ser construïts amb llicència per diverses fàbriques. Per al RLM, aquests dissenys van conservar la designació de tres lletres DFS.
| Nova designació | Nom oficial   | Nom anterior                  | Designació reemplaçada     |
| BV              | Blohm & Voss  | Hamburger Flugzeugbau         | Ha                         |
| Me              | Messerschmitt | Bayerische Flugzeugwerke      | Bf (des de juliol de 1938) |
| Si              | Siebel        | Flugzeugwerk Halle            | Fh                         |
| DFS             | DFS           | (Rhön-Rossitten Gesellschaft) | -                          |

## Del fabricant al dissenyador
Amb la Segona Guerra Mundial apareix una substitució gradual del prefix de dues lletres per al constructor per un prefix per al dissenyador. Gairebé des del començament el RLM va utilitzar un elaborat sistema de creació de llicències i subcontractació per maximitzar la producció de grans quantitats de relativament pocs tipus d'avions com a “equips estàndard”. Inicialment, la fàbrica que va dissenyar l'avió mantenia la major part d'aquesta producció d'avions. Amb la guerra, la necessitat de nous avions per a la Luftwaffe va superar ràpidament la capacitat dels fabricants originals, a més, amb les fàbriques bombardejades regularment pels aliats es feia més difícil mantenir els volums de producció. Com a resultat, la connexió entre un avió i el fabricant original va acabar perdent la seva importància. Els avions ara eren construïts per una gran varietat de fàbriques i tallers, sovint sense cap vincle amb el constructor que duia el nom. Per poder fer el seguiment dels dissenys, el RLM va seguir el seu model donant als seus productes una designació de dues lletres que reflectia el nom del dissenyador en lloc del constructor per al qual treballava originalment.
Lletres de designació associades als dissenyadors més importants:
| Nova designació | Dissenyador (o equip de disseny) | Antic fabricant               | Designació reemplaçada |
| --------------- | -------------------------------- | ----------------------------- | ---------------------- |
| Ka              | Albert Kalkert                   | Gothaer Waggonfabrik          | Go                     |
| Hü              | Dr. Ing. Ulrich Hütter           | Cap (professor d'universitat) | He                     |
| Li              | Alexander Lippisch               | DFS, Messerschmitt            | DFS / Me               |
| Ta              | Kurt Tank                        | Focke-Wulf                    | Fw                     |